# Боян Мага
Боян Мага, също срещан и като Баян, Боян Магесник, а и с християнското си име Вениамин, е син на цар Симеон I. Описван е от средновековните книжовници като човек, умеещ да се превръща във вълк и владеещ чудодейни сили. Без да има исторически доказателства, проф. Николай Райнов, Петър Димков и други съвременни автори го смятат за основоположник на богомилството.
Дамян Попхристов и доцент Веселина Вачкова твърдят, че Боян Мага е получил висше посвещение в Сирия, която в тези времена била център на езотериката.

## Исторически извори
За Боян Мага свидетелства кремонският епископ и историк Лиутпранд през 949 г., посланик на немския император Отон I в Цариград:
„Той (Симеон) имал два[ма] синове; единият се наричал Баян, а другият, който и до ден днешен още живее и здраво управлява българите — Петър. Баян обаче бил изучил магията дотам, че от човек ставал веднага на вълк и на какъвто друг звяр поиска.“.
Византийски хронисти също пишат, че Боян Мага приемал формата на различни животни – вълк и орел.
Друго автентично средновековно произведение, което представя митологизирания образ на този български княз, е руският източник „Слово за похода на Игор“ (Слово о полку Игореве), където Боян Мага е описан по същия начин, както в бележката на Лиутпранд:
„Таз песен да започнем за станали събития, за истински неща, а не с измислиците на Боян! Боян е вещ в словата, но щом засъчинява, в дървета се оплита и като вълк се скита, като орел под облаци облита. За прежни времена на битки щом си спомни, соколи десет пуска срещу ято лебеди и първият догонен лебед пее за грохналия Ярослав, за храбрия Мстислав, заклал Редед пред полкове касожски, за аления Роман Святославич. Но не соколи десет срещу ято лебедово е Боян изпратил, братя, а своите пророчески умели пръсти върху живи струни е полагал и те за княжеската слава са гърмели“.

## Легенди
Георги Раковски в „Народна българска песен“ представя княза като вожд на българската войска в народната песен за Боян Магьосника, в пълното му бойно снаряжение и сила, неотстъпващ на баща си цар Симеон:
„Трещи! Плющи! Боян напред върви,
клин си върти, път прави, Златна врата гледа!
Семо гърци троши, над глава му орле фърчи!
та уплаши мегкушави гърци, тии назад бягат!
Ей, Семо! Семо! Български царю! (Раковски 1984б: 76).
„Боенец“ е буйно, несключено хоро, което се играе през Велики пости в Североизточна България и се свързва с името на Боян Мага. Част от пролетния фолклорен цикъл е празникът „Буенец“  (буенек, боеница, боеника данец, буенак) при деня на Свети Княз Боян Български, който е историческа личност, екзекутиран за противопоставяне на официалната тогава държавна религия, брат на прапрапрадядото на княз Боян-Венеамин.
Животът на княз Боян Магьосника е митологизиран.

## Епоха
След смъртта на Симеон Велики се възцарява багренородният, но трети по старшинство син Петър.
Цар Петър I подобно на дядо си Борис I и прадядо си Пресиян, отчитайки сериозното усилие, което са стрували на България непрестанните войни, не подкрепя антивизантийската позиция на голяма част от българската аристокрация и води съглашенска политика. Допуска усилването на византийското църковно влияние и се занимава повече със схоластични въпроси, отколкото с държавно строителство.
В това време се заражда в България и се разпространява широко богомилството. Пет години след падането на Преслав в 971 г. при сина на цар Петър – Борис II, византийците са прогонени в 976 г. от Североизточна България, тя е освободена и заедно с отвъддунавските области е под скиптъра на цар Самуил. Споменава се, че това извършват Боян и Петър. Дали споменатото наистина е точно за тогава (в „Записките на Готския топарх“, в които пише за българската армия, преминала Дунав и настъпила в завладяната от византийците част на oтвъддунавска причерноморска България, те не са споменати) или за византийски поражения в по-ранно време, и дали този Боян е или не е князът магьосник, не може със сигурност да се установи.

## Литературен образ
Историческата личност на княз Вениамин (Боян) е преобразена много отдавна в художествения образ на Боян Магьосника. Произведенията на Николай Райнов, Юрий Венелин, Димитър Маринов, Александър Тодоров, Васил Пундев, Георги Константинов, Цветан Минков, Петър Карапетров, д-р Найден Шейтанов и т.н. надграждат народната легенда и създават един красив, идеализиран, романтично мистичен образ на български закрилник, създател на богомилството и европейски просветител, което, макар да е художествена измислица (проф. Николай Райнов не е историк и никога не е имал претенции да е такъв), дълбоко заляга в разпространеното възприятие за този средновековен български княз.

## Други
На Боян Мага е наречена улица „Боян Магесник“ в кварталите „Подуене“ и „Христо Смирненски“ в София (Карта).